# シネシティザート
シネシティ・ザート（CINECITY ZART）は、静岡県静岡市葵区の複合商業ビル「新静岡セノバ」9階にある映画館（シネマコンプレックス）。

## 特色
館名の「ザート」（ZART）は、七間町にあった静岡オリオン座の「座」（ZA）と、英語で「芸術」を意味する「アート」（ART）を掛けた造語である。
10スクリーンを有し、座席数は車いす席20席を合わせて計1,941席である。全スクリーンがDLP（デジタルシネマ）上映に対応している。10スクリーンのうち4スクリーンが35mm映写機に対応しており、また4スクリーンが3D（RealD方式）に対応している。ロビーが片側がガラス張りになっており、晴れた日には富士山を一望できる。テレビ局の多い静岡市中心部にあるため、積極的に俳優や監督の舞台挨拶を行っている。

## 歴史

### 開館前

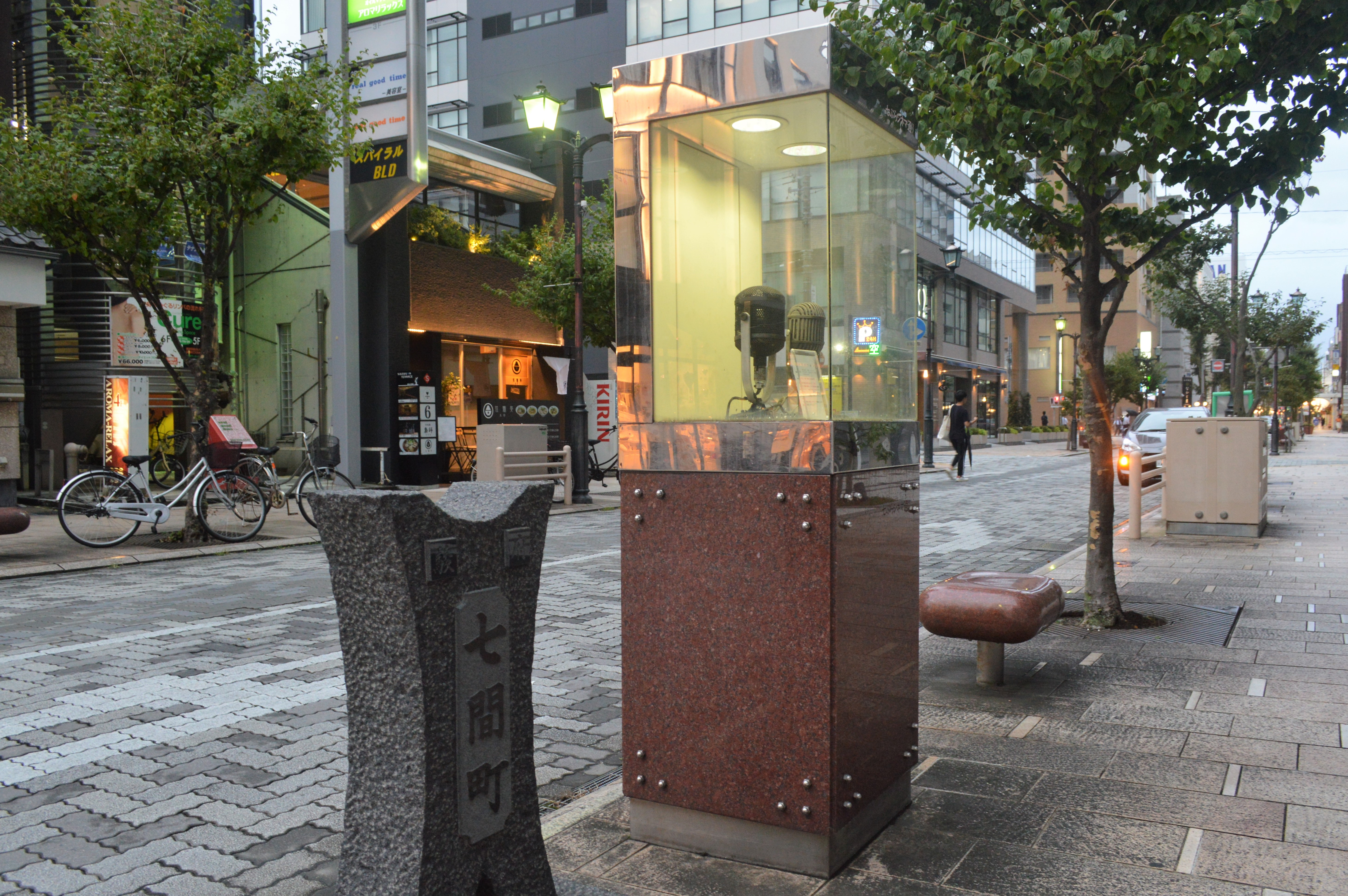
「映画館の街」七間町

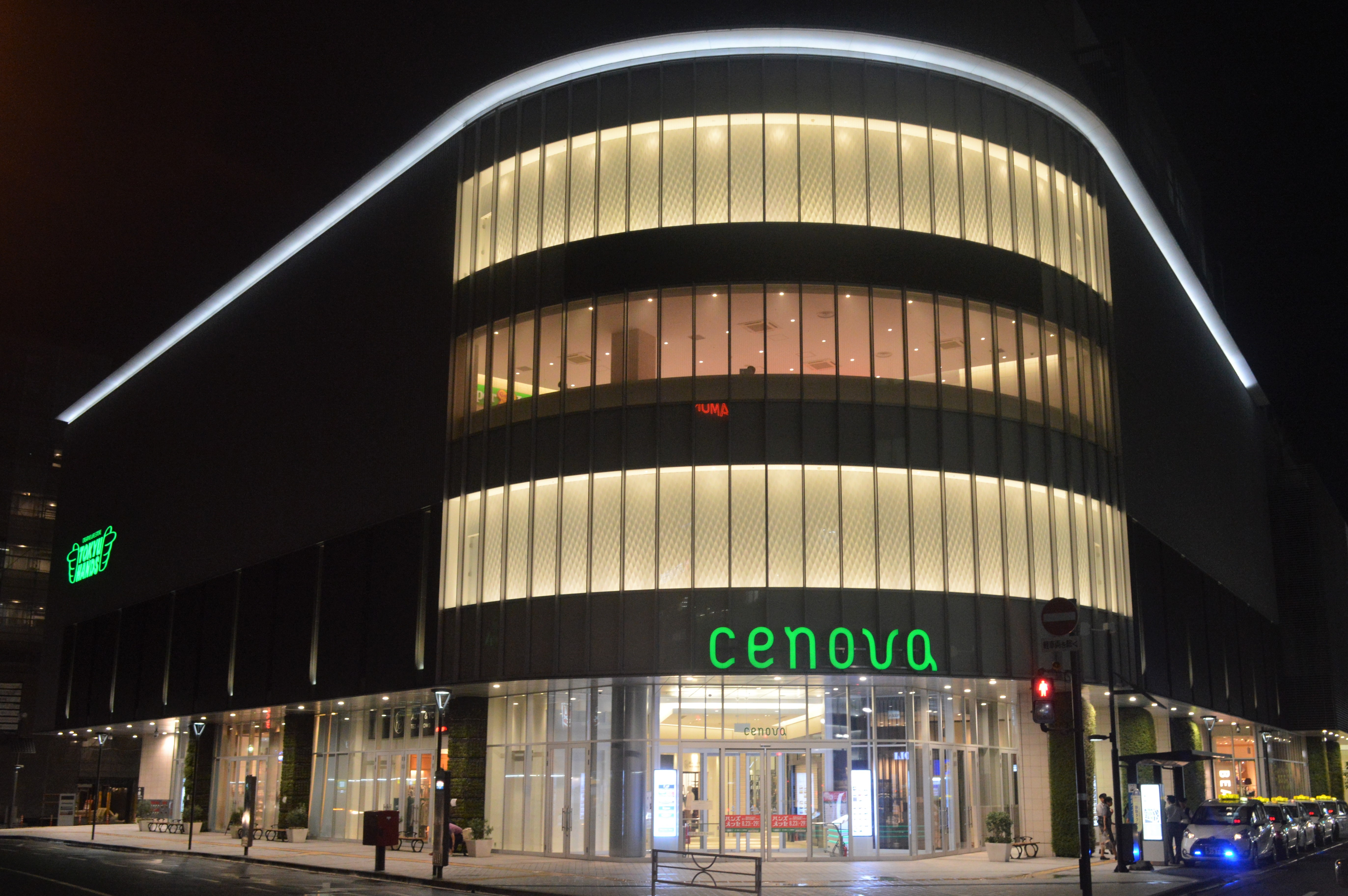
シネシティ・ザートが入る新静岡セノバ

静岡市葵区七間町は「映画館の街」として知られ、静活株式会社は七間町で静岡オリオン座など4館9スクリーンの映画館を運営していた。2010年（平成22年）時点で七間町には5館13スクリーンが集まっており、静活の佐藤選人支配人は「『映画街』がこれだけの規模で残るのは、全国でも七間町だけ」と話す。
2000年代には同一施設に多数のスクリーンを持つシネマコンプレックス（シネコン）が日本各地に広がりを見せた。2009年（平成21年）に閉店となった新静岡センターの跡地が再開発されるにあたって、静活は七間町の映画館の機能を移すシネコンの建設を計画した。2011年（平成23年）10月5日に複合商業ビル「新静岡セノバ」が開店し、同時に新静岡セノバ9階にシネシティザートが開館した。
静岡市のシネコンとしては清水区のMOVIX清水に次いで2か所目であり、旧清水市を除けば初めて開館したシネコンである。シネシティザート開館直前の10月2日には、七間町で静活が運営する映画館が一斉に閉館。これによって七間町の映画館は日映株式会社が運営する静岡東宝会館のみとなった。

### 開館後
2016年（平成28年）12月31日にはシアター1にコンサートホール用のサブウーファーを設置し、一部の上映作品で重低音を強化した体感上映を開始した。重低音体感上映の第1弾上映作品は『ローグ・ワン/スター・ウォーズ・ストーリー』（ギャレス・エドワーズ監督）。「爆音上映」で知られる立川シネマシティなどと同様の方式であり、この方式を採用するのは静岡県の映画館では初である。
2018年（平成30年）6月には2018 FIFAワールドカップには日本代表として静岡県出身の長谷部誠や大島僚太などが出場しており、シネシティザートでは日本代表戦のパブリックビューイングが行われた。6月下旬には『名探偵コナン ゼロの執行人』で「応援上映」（マサラ上映）を行い、うちわやペンライトを手にした女性客らが登場人物に黄色い声援を送った。7月8日にはインド映画『バーフバリ 伝説誕生』『バーフバリ 王の凱旋』で「絶叫上映」（マサラ上映）を行い、シーンに合わせて観客が声を出したり、タンバリンを叩いたりクラッカーを鳴らしたりした。

## 基礎情報

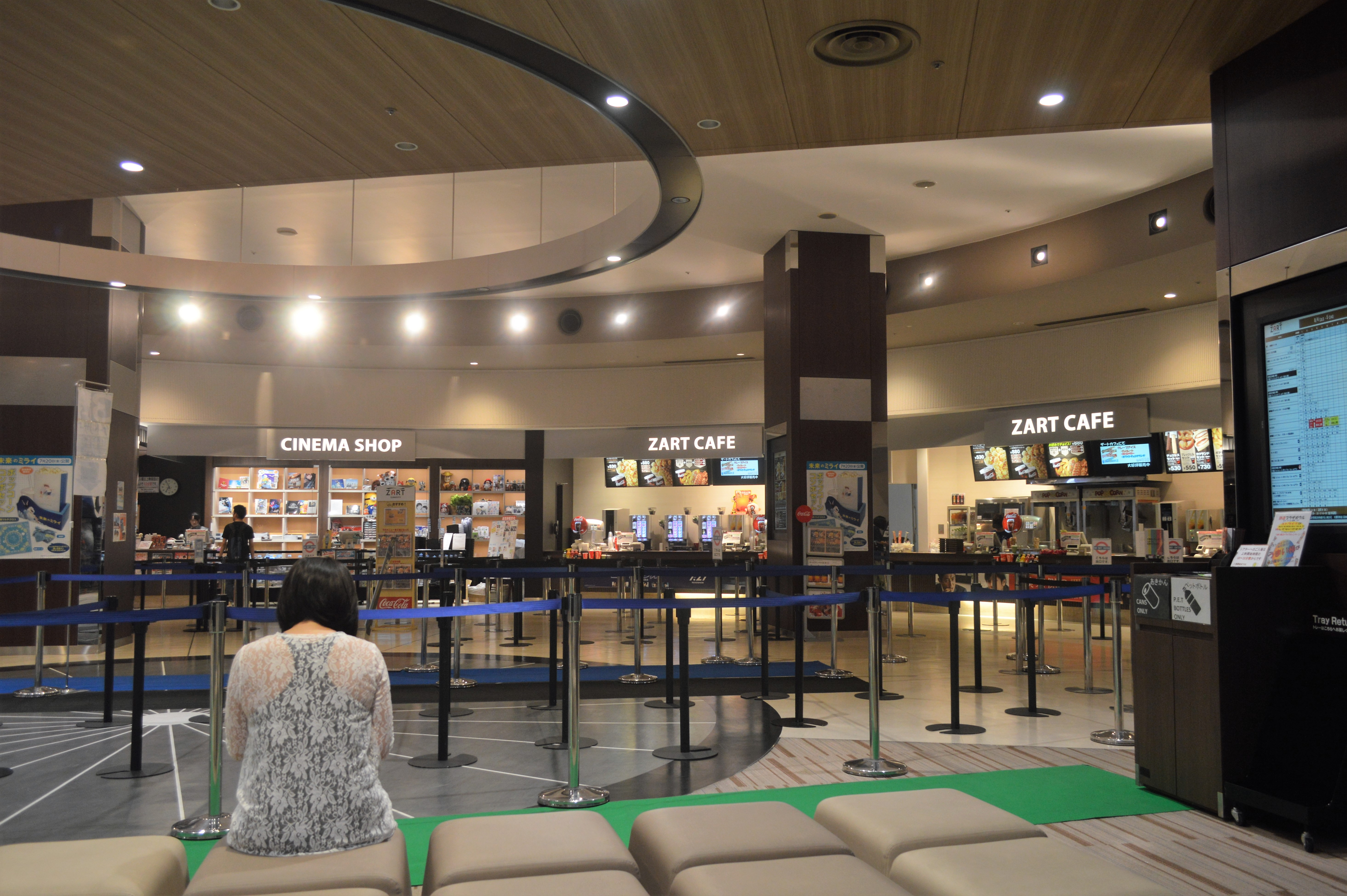
シネシティザートのロビー

### 所在地
- 所在地 : 静岡県静岡市葵区鷹匠1-1-1 新静岡セノバ9階[2]
- アクセス : 静鉄静岡清水線新静岡駅に直結。JR東海道本線静岡駅から徒歩5分[12]。

### スクリーン
| シネシティーザートのスクリーン | シネシティーザートのスクリーン | シネシティーザートのスクリーン | シネシティーザートのスクリーン | シネシティーザートのスクリーン | シネシティーザートのスクリーン | シネシティーザートのスクリーン                     |
| スクリーン                     | 座席数                         | 座席数                         | 設備                           | 設備                           | 設備                           | 設備                                               |
| スクリーン                     | 一般席                         | 車椅子席                       | 35mm 映写機                    | RealD                          | 音響                           | その他                                             |
| ------------------------------ | ------------------------------ | ------------------------------ | ------------------------------ | ------------------------------ | ------------------------------ | -------------------------------------------------- |
| シアター1                      | 320席                          | 2席                            | ○                              | ×                              | 5.1ch 7.1ch                    | 4KRGBレーザープロジェクター導入 重低音体感上映対応 |
| シアター2                      | 231席                          | 2席                            | ×                              | ×                              | 5.1ch                          | -                                                  |
| シアター3                      | 86席                           | 2席                            | ○                              | ×                              | 5.1ch                          | -                                                  |
| シアター4                      | 145席                          | 2席                            | ×                              | ○                              | 5.1ch                          | -                                                  |
| シアター5                      | 214席                          | 2席                            | ○                              | ○                              | 5.1ch                          | -                                                  |
| シアター6                      | 200席                          | 2席                            | ×                              | ○                              | 5.1ch                          | -                                                  |
| シアター7                      | 194席                          | 2席                            | ○                              | ×                              | 5.1ch                          | -                                                  |
| シアター8                      | 76席                           | 2席                            | ×                              | ×                              | 5.1ch                          | -                                                  |
| シアター9                      | 162席                          | 2席                            | ×                              | ×                              | 5.1ch                          | -                                                  |
| シアター10                     | 313席                          | 2席                            | ○                              | ○                              | 5.1ch                          | -                                                  |